# Новлянское сельское поселение (Владимирская область)
Новля́нское се́льское поселе́ние — муниципальное образование в Селивановском районе Владимирской области Российской Федерации.
Административный центр — деревня Новлянка.

## География
Территория сельского поселения расположена в центральной части Селивановского района.

## История
Новлянский сельсовет образован в 1920-х годах в составе Дубровской волости Муромского уезда, с 1929 года в составе Селивановского района. В 1954 году в состав сельсовета включены населённые пункты упразднённого Шульгинского сельсовета.
Новлянское сельское поселение образовано 13 мая 2005 года в соответствии с Законом Владимирской области № 59-ОЗ. В его состав вошли территории бывших Высоковского и Новлянского сельских советов.

## Население
| 2010  | 2011  | 2012  | 2013  | 2014  | 2015  | 2016  | 2017  | 2018  |
| ----- | ----- | ----- | ----- | ----- | ----- | ----- | ----- | ----- |
| 2975  | ↘2963 | ↘2949 | ↘2891 | ↘2859 | ↘2790 | ↘2721 | →2721 | ↗2730 |
| 2019  | 2020  | 2021  |       |       |       |       |       |       |
| ↗2737 | ↘2725 | ↘2490 |       |       |       |       |       |       |

## Состав сельского поселения
В состав сельского поселения входят 14 населённых пунктов:
| №  | Населённый пункт | Тип населённого пункта          | Население |
| -- | ---------------- | ------------------------------- | --------- |
| 1  | Андреевка        | деревня                         | ↘71       |
| 2  | Бельково         | деревня                         | ↘15       |
| 3  | Высоково         | деревня                         | ↘454      |
| 4  | Высоково         | посёлок железнодорожной станции | →0        |
| 5  | Делово           | деревня                         | ↘65       |
| 6  | Дуброво          | село                            | ↗99       |
| 7  | Красная Горка    | деревня                         | ↗17       |
| 8  | Лобаново         | деревня                         | ↗157      |
| 9  | Новлянка         | деревня, административный центр | ↘769      |
| 10 | Новлянка         | посёлок                         | ↘734      |
| 11 | Паршово          | деревня                         | ↘1        |
| 12 | Селищи           | деревня                         | ↘19       |
| 13 | Хвосцово         | деревня                         | ↘31       |
| 14 | Шульгино         | деревня                         | ↘58       |